# Voksbarn
Et voksbarn er betegnelsen for en magisk dukke i nordisk heksetro. Voksbarnet kunne anvendes til maleficium, dvs. skadevoldende magi. Voksbarnet minder som sådan om Voodoodukkerne fra New Orleans. Forskellige traditioner knytter sig til anvendelsen af voksbarnet og der er flere historiske beskrivelser af brugen af voksbørn.
Historikeren Troels Frederik Troels-Lund har i bogen Dagligt Liv i Norden i det sekstende Aarhundrede, bind 6, behandlet emnet. Han skriver blandt andet: Et ganske eget Middel til at forgøre med -- vanskeligt at opdage, kraftigt virkende frem for noget -- var et Voksbarn. Det var en Dukke af Voks, opkaldt med dens Navn, hvem man ønskede at tilføje ondt ... Hvad det særligt gjaldt om, var at faa Voksbarnet rettelig døbt, hvortil der naturligvis krævedes, at en Præst maatte være i Ledtog med.
Under Kalmarkrigen i 1611 oplevede Christian IV hvordan hans soldater blev forsøgt forhekset af svenskerne og han skrev: Vi har… herudi lejren fundet allehånde djævelske kunster med voksbørn nedsat udi jorden udi temmelig antal, så jeg må bekende, at jeg har set det, som jeg aldrig tilforn har set.